# Vonetta Flowers
Vonetta Lashaw Flowers (Birmingham, 29 de octubre de 1973) es una deportista estadounidense que compitió en bobsleigh en la modalidad doble. 
Participó en dos Juegos Olímpicos de Invierno, obteniendo una medalla de oro en Salt Lake City 2002, en la prueba doble (junto con Jill Bakken), y el sexto lugar en Turín 2006, en la misma prueba. Ganó una medalla de bronce en el Campeonato Mundial de Bobsleigh de 2004.

## Palmarés internacional
| Juegos Olímpicos   | Juegos Olímpicos                | Juegos Olímpicos  | Juegos Olímpicos |
| Año                | Lugar                           | Medalla           | Prueba           |
| ------------------ | ------------------------------- | ----------------- | ---------------- |
| 2002               | Salt Lake City (Estados Unidos) | Medalla de oro    | Doble            |
| Campeonato Mundial |                                 |                   |                  |
| Año                | Lugar                           | Medalla           | Prueba           |
| 2004               | Königssee (Alemania)            | Medalla de bronce | Doble            |